# Hanunó'o (Sprache)
Die Hanunó'o Sprache ist eine Sprache, die von den Mangyan auf der Insel Mindoro im Norden der Philippinen gesprochen wird.
Sie wird mit der indigenen Hanunó'o-Schrift geschrieben.